# Stazione di Jordanhill

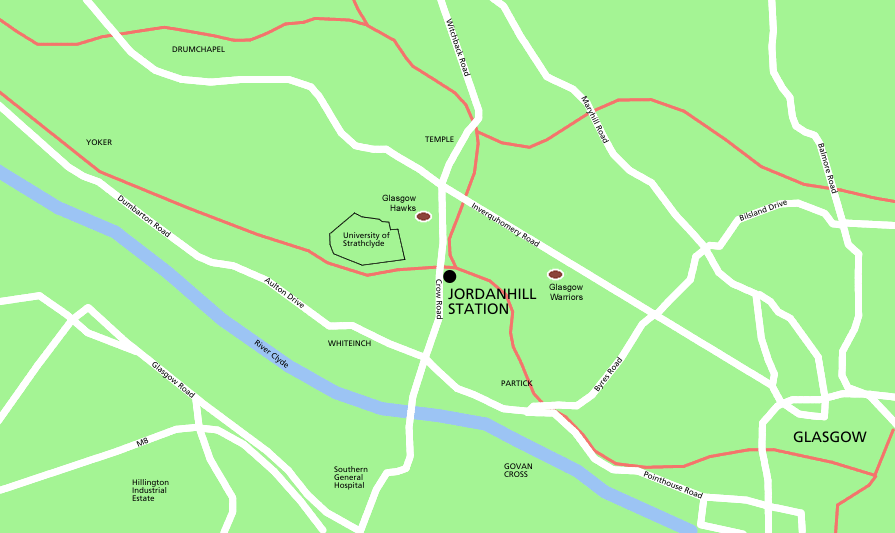
Localizzazione della stazione

La stazione di Jordanhill (in gaelico scozzese: Cnoc Iòrdain) è una stazione ferroviaria situata nel quartiere Jordanhill alla periferia di Glasgow in Scozia.
Inaugurata il 1º agosto 1887, anche se la costruzione non fu terminata prima del 1895, è stata subito destinata a ospitare la fermata dei treni che uniscono il sobborgo di Glasgow con il centro della città.
Nelle sue vicinanze è situato il campus universitario dell'Università di Strathclyde.
Il traffico originato e terminato nella stazione è stato calcolato, per l'anno 2003, in 85.861 passeggeri in partenza e 94.613 in arrivo.